# Savinhac de Nontronh
Savinhac de Nontronh (en francès Savignac-de-Nontron) és un municipi francès, al departament de la Dordonya i a la regió de la Nova Aquitània.

## Demografia
| 1962                                       | 1968 | 1975 | 1982 | 1990 | 1999 | 2007 |
| ------------------------------------------ | ---- | ---- | ---- | ---- | ---- | ---- |
| 242                                        | 205  | 191  | 176  | 189  | 187  | 191  |
| Des de 1962: població sense dobles comptes |      |      |      |      |      |      |

## Administració
| Període   | Identitat         | Partit |
| --------- | ----------------- | ------ |
| 1983-2008 | Fernand Gardillou |        |
| 2008-     | Bernard Martin    |        |